# Florula Cestrica
Florula Cestrica (abreviado Fl. Cestr.) es un libro con ilustraciones y descripciones botánicas que fue escrito por el botánico, y político estadounidense William Darlington y publicado en el año 1826 con el nombre de Florula cestrica : an essay towards a catalogue of the phænogamous plants, native and naturalized, growing in the vicinity of the borough of West-Chester, in Chester County, Pennsylvania; to which is subjoined an appendix of the useful cultivated plants of the same district (1826). Se publicó una segunda edición en 1837 y una tercera en 1853.